# 针状猪屎豆
针状猪屎豆（学名：Crotalaria acicularis），又名圓葉野百合，为豆科猪屎豆属下的一个种。

## 扩展阅读
- 維基物種上的相關：针状猪屎豆